# Gemeindezentrum Plötzensee

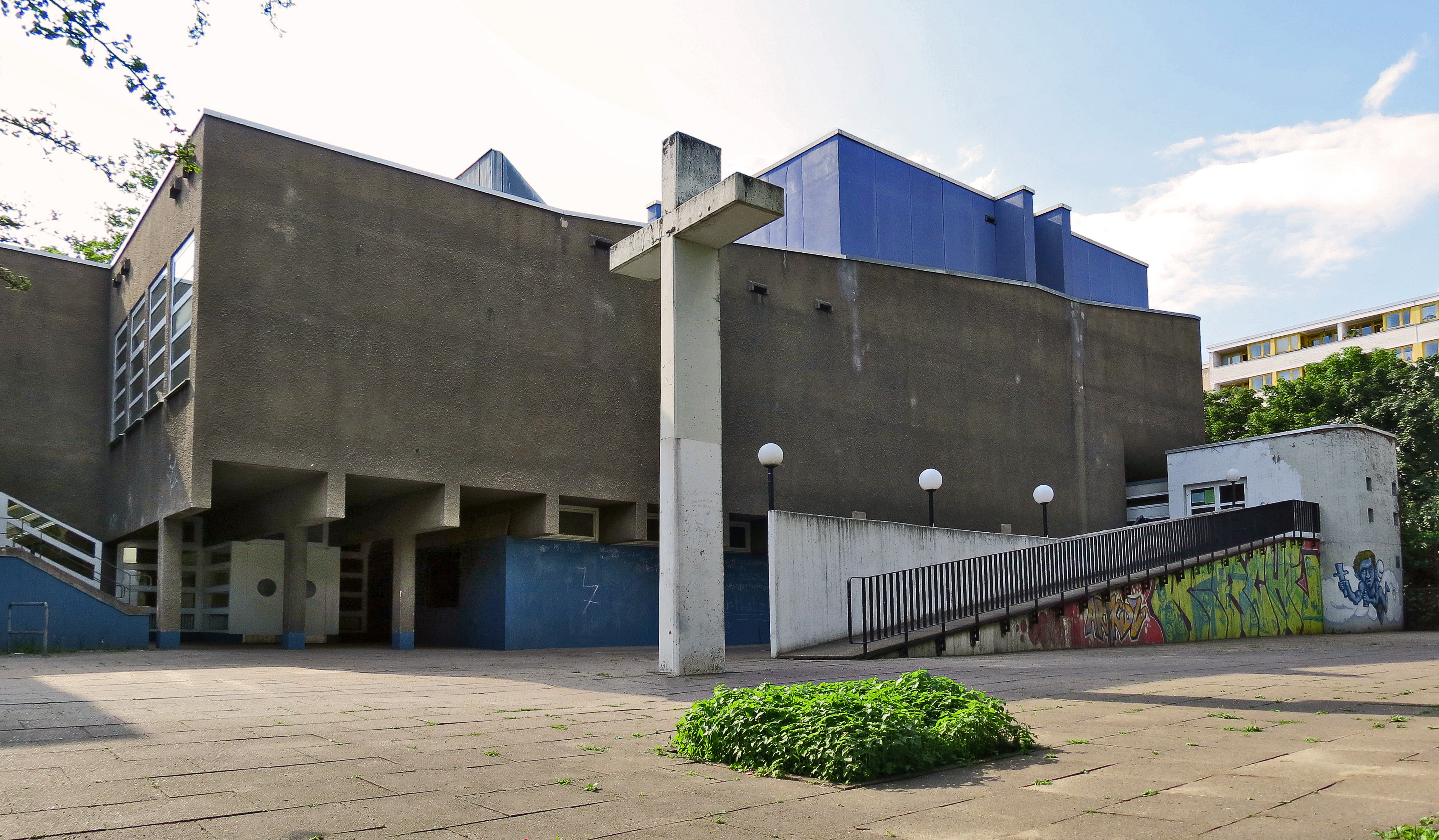
Gemeindezentrum Plötzensee

Das Evangelische Gemeindezentrum Plötzensee ist ein kirchliches Zentrum im Berliner Ortsteil Charlottenburg-Nord am Heckerdamm 226. Es wurde 1970 als zweiter Standort der Evangelischen Kirchengemeinde Charlottenburg-Nord eingeweiht. Wegen der Nähe zur Gedenkstätte Plötzensee wurde der Gottesdienstraum des Gemeindezentrums als Gedenkkirche für die Opfer des Nationalsozialismus gestaltet. Seine besondere Prägung erfährt der Raum einerseits durch die Ausrichtung der Kirche auf den mittig im Raum stehenden Altar (Altarzentrierung) und andererseits durch den Plötzenseer Totentanz des Wiener Künstlers Alfred Hrdlicka.

## Bau und Architektur
Das Gemeindezentrum wurde in den Jahren 1968 bis 1970 für die Bewohner des Neubaugebietes Paul-Hertz-Siedlung erbaut und am 1. Advent 1970 eingeweiht. Der Entwurf stammte von den Architekten Gerd Neumann, Dietmar Grötzebach und Günther Plessow. Das Bauensemble umfasst u. a. eine Kirche, eine Kindertagesstätte, Gemeinderäume, einen Jugendclub, Wohnungen und Büros.
Der Kirchraum, der heute den Namen „Gedenkkirche Plötzensee“ trägt, sollte von Anfang an auch den Charakter eines Gedenkortes haben. Alfred Hrdlicka gestaltete für ihn den Plötzenseer Totentanz. Auf 16 Tafeln greift Hrdlicka das Motiv der mittelalterlichen Totentänze auf und verweist damit auf die heutige Bedrohung der Menschen und Völker durch Gewalt, Macht und Willkür.
In seiner Architektur nimmt der Raum zum einen kirchenreformerische Ideen der 1960er Jahre auf: Die Bänke sind im Quadrat um den zentral stehenden Altar angeordnet, die Gemeinde soll sich so als Gemeinschaft erfahren und in das Gottesdienstgeschehen einbezogen werden. Zum anderen vermittelt er den Bezug zu den Plötzenseer Gefängnissen: Die fensterlose Betonkuppel erinnert an eine Zelle. Nur von oben fällt Licht auf den Altar.

## Ökumenische Gedenkarbeit
Mit der benachbarten römisch-katholischen Gedenkkirche Maria Regina Martyrum und dem dortigen Karmelitinnenkloster Regina Martyrum besteht eine enge ökumenische Zusammenarbeit in der Gedenkarbeit. Schon seit 1984 gibt es monatlich ein Ökumenisches Friedensgebet. 1989 fand im Rahmen des 23. Deutschen Evangelischen Kirchentags (7.–11. Juni 1989) im Evangelischen Gemeindezentrum Plötzensee in Kooperation mit Pfarrer Roland Krusche das Gedenkkonzert Erinnerung an Plötzensee mit Darbietung jiddischer Widerstandslieder und Liedern der Sinti und Roma statt.
Die größte ökumenische Gedenkveranstaltung der benachbarten Kirchen ist die Veranstaltungsreihe Ökumenische Plötzenseer Tage. Seit Sommer 2009 ist in den Räumen des Gemeindezentrums das Ökumenische Gedenkzentrum Plötzensee „Christen und Widerstand“ angesiedelt.
Im Juli 2010 wurde das Gemeindezentrum Plötzensee vom österreichischen Innenministerium als Einsatzstelle für den Gedenkdienst anerkannt.
Seit 2018 ist das Gemeindezentrum Station auf dem Pfad der Erinnerung durch die Gedenkregion Charlottenburg-Nord.